# Liste der Nummer-eins-Hits in Österreich (2018)
Dies ist eine Liste der Nummer-eins-Hits in Österreich im Jahr 2018. Sie basiert auf den Top 75 der österreichischen Charts bei den Singles und bei den Alben. Das in der Liste angegebene Charteintrittsdatum ist der Freitag zwei Wochen nach Beginn der Verkaufswoche.

## Singles
| ← 2017 ← | Liste der Nummer-eins-Hits in Österreich | Liste der Nummer-eins-Hits in Österreich              | Liste der Nummer-eins-Hits in Österreich | 2019 → |
| \| Zeitraum \| Wo. ges. \| Interpret \| Titel Autor(en) \| Zusätzliche Informationen \| \| (Zeitraum, Wochen auf Platz eins, Interpret, Titel, Autor[en], zusätzliche Informationen) \| \| \| \| \| \| ----------------------------------------------------------------------------------------- \| -------- \| ----------------------------------------------------- \| ----------------------------------------------------------------------------------------------------------------------------------------------- \| ----------------------------------------------------------------------------------------------------------------------------------------------------------------------------------------------------------------------------------------------------------------------------------------------------------------------------------------------------------------------------------------------------------------------------------------------------------------------------------------------------------------------------- \| \| 5. Januar 2018 – 1. Februar 2018 4 Wochen (insgesamt 10) \| 10 \| Bausa \| Was du Liebe nennst Julian Otto, Martin Peter Willumeit, Paul Philipp Spurny, David Kraft, Tim Wilke \| – \| \| 2. Februar 2018 – 15. Februar 2018 2 Wochen \| 2 \| Eminem feat. Ed Sheeran \| River Marshall Mathers, Ed Sheeran, Emile Haynie \| Mit River folgt für Ed Sheeran nach seinen ersten beiden Nummer-eins-Hits Shape of You und Perfect aus dem Vorjahr der dritte Nummer-eins-Hit in Österreich. Für Eminem ist es der erste Nummer-eins-Hit seit Love the Way You Lie aus dem Jahr 2010 sowie der fünfte seiner Karriere. \| \| 16. Februar 2018 – 22. Februar 2018 1 Woche \| 1 \| Luis Fonsi & Demi Lovato \| Échame la culpa Luis Fonsi, Alejandro Rengifo, Mauricio Rengifo, Andrés Torres \| – \| \| 23. Februar 2018 – 12. April 2018 7 Wochen \| 7 \| Rudimental feat. Jess Glynne, Macklemore & Dan Caplen \| These Days Amir Amor, Kesi Dryden, Piers Aggett, Leon "DJ Locksmith" Rolle, Daniel Caplen, Jamie Scott, Julian Bunetta, John Ryan, Ben Haggerty \| – \| \| 13. April 2018 – 19. April 2018 1 Woche (insgesamt 2) \| 2 \| Marshmello & Anne-Marie \| Friends Marshmello, Anne-Marie Nicholson, Eden Anderson, Richard Boardman, Jasmine Thompson, Natalie Dunn, Sarah Blanchard, Pablo Bowman \| – \| \| 20. April 2018 – 26. April 2018 1 Woche \| 1 \| Katja Krasavice \| Dicke Lippen Boris Fleck, Robin Wick \| – \| \| 27. April 2018 – 3. Mai 2018 1 Woche (insgesamt 2) \| 2 \| Marshmello & Anne-Marie \| Friends Marshmello, Anne-Marie, Eden Anderson, Richard Boardman, Jasmine Thompson, Natalie Dunn, Sarah Blanchard, Pablo Bowman \| – \| \| 4. Mai 2018 – 10. Mai 2018 1 Woche \| 1 \| RAF Camora \| Maserati Raphael Ragucci, David Kraft, Tim Wilke \| – \| \| 11. Mai 2018 – 24. Mai 2018 2 Wochen \| 2 \| Capital Bra feat. Ufo361 \| Neymar Vladislav Balovatsky, Ufuk Bayraktar, David Kraft, Tim Wilke \| – \| \| 25. Mai 2018 – 31. Mai 2018 1 Woche \| 1 \| Cesár Sampson \| Nobody But You Joacim Persson, Sebastian Arman, Borislav Milanov, Johan Alkenäs, Cesár Sampson \| Nach dem dritten Platz beim Eurovision Song Contest gelingt dem österreichischen Beitrag in der zweiten Chartwoche der Sprung an die Spitze. \| \| 1. Juni 2018 – 7. Juni 2018 1 Woche (insgesamt 2) \| 2 \| Calvin Harris & Dua Lipa \| One Kiss Adam Wiles, Dua Lipa, Jessie Reyez \| – \| \| 8. Juni 2018 – 14. Juni 2018 1 Woche \| 1 \| Capital Bra \| One Night Stand Vladislav Balovatsky, David Kraft, Tim Wilke \| – \| \| 15. Juni 2018 – 21. Juni 2018 1 Woche (insgesamt 2) \| 2 \| Calvin Harris & Dua Lipa \| One Kiss Adam Wiles, Dua Lipa, Jessie Reyez \| – \| \| 22. Juni 2018 – 28. Juni 2018 1 Woche \| 1 \| Capital Bra \| Berlin lebt Vladislav Balovatsky, David Kraft, Tim Wilke \| – \| \| 29. Juni 2018 – 5. Juli 2018 1 Woche \| 1 \| Dennis Lloyd \| Nevermind Dennis Lloyd \| – \| \| 6. Juli 2018 – 19. Juli 2018 2 Wochen (insgesamt 3) \| 3 \| Clean Bandit feat. Demi Lovato \| Solo Grace Chatto, Jack Patterson, Demi Lovato, Camille Purcell, Fred Gibson \| – \| \| 20. Juli 2018 – 26. Juli 2018 1 Woche \| 1 \| Bushido feat. Samra & Capital Bra \| Für euch alle Anis Mohamed Youssef Ferchichi, Samra, Vladislav Balovatsky, David Kraft, Tim Wilke \| – \| \| 27. Juli 2018 – 2. August 2018 1 Woche (insgesamt 3) \| 3 \| Clean Bandit feat. Demi Lovato \| Solo Grace Chatto, Jack Patterson, Demi Lovato, Camille Purcell, Fred Gibson \| – \| \| 3. August 2018 – 16. August 2018 2 Wochen \| 2 \| El Profesor \| Bella Ciao (Hugel Remix) Fausto Amodei \| Remix eines Songs aus der Fernsehserie Haus des Geldes. \| \| 17. August 2018 – 23. August 2018 1 Woche \| 1 \| Capital Bra feat. Juju \| Melodien Vladislav Balovatsky, Judith Wessendorf, David Kraft, Tim Wilke \| – \| \| 24. August 2018 – 27. September 2018 5 Wochen (insgesamt 8) \| 8 \| Dynoro & Gigi D’Agostino \| In My Mind Diego Leoni, Paolo Sandrini, Luigino Di Agostino, Carlos Montagner, Ivan Gough, Aden Forte, Joshua Soon, Georgina Kingsley \| – \| \| 28. September 2018 – 4. Oktober 2018 1 Woche \| 1 \| Bonez MC & RAF Camora feat. Gzuz \| Kokain John Lorenz Moser, Raphael Ragucci, Kristoffer Jonas Klauß, David Kraft, Tim Wilke \| – \| \| 5. Oktober 2018 – 18. Oktober 2018 2 Wochen (insgesamt 8) \| 8 \| Dynoro & Gigi D’Agostino \| In My Mind Diego Leoni, Paolo Sandrini, Luigino Di Agostino, Carlos Montagner, Ivan Gough, Aden Forte, Joshua Soon, Georgina Kingsley \| – \| \| 19. Oktober 2018 – 25. Oktober 2018 1 Woche \| 1 \| Bonez MC & RAF Camora \| Nummer unterdrückt John Lorenz Moser, Raphael Ragucci, David Kraft, Tim Wilke, Martin Peter Willumeit, Paul Philipp Spurny \| Für RAF Camora ist es der dritte und für Bonez MC der zweite Nummer-eins-Hit in Österreich und steigt zusammen mit deren Kollaboalbum Palmen aus Plastik 2 auf der Spitzenposition ein. Zeitgleich können sich insgesamt 13 Tracks aus dem Album auf den 14 ersten Positionen der Charts platzieren, wodurch ein neuer Rekord aufgestellt wurde. Das Reglement der Ö3 Austria Top 40 wurde daraufhin geändert, demnach sollen nur noch die drei erfolgreichsten Lieder eines Albums für die Wertung berücksichtigt werden.[1] \| \| 26. Oktober 2018 – 1. November 2018 1 Woche (insgesamt 8) \| 8 \| Dynoro & Gigi D’Agostino \| In My Mind Diego Leoni, Paolo Sandrini, Luigino Di Agostino, Carlos Montagner, Ivan Gough, Aden Forte, Joshua Soon, Georgina Kingsley \| – \| \| 2. November 2018 – 29. November 2018 4 Wochen \| 4 \| Lady Gaga & Bradley Cooper \| Shallow Lady Gaga, Andrew Wyatt, Anthony Rossomando, Mark Ronson \| Für Lady Gaga ist es der vierte Nummer-eins-Hit in Österreich sowie der erste seit Born This Way im Jahr 2011. Bradley Cooper erzielt hiermit seinen ersten Nummer-eins-Erfolg. \| \| 30. November 2018 – 6. Dezember 2018 1 Woche \| 1 \| AriBeatz feat. RAF Camora & Sofiane \| Perfekt Ariya Rahimianpour, Raphael Ragucci, Sofiane Zermani \| RAF Camora erreicht mit Perfekt seinen vierten Nummer-eins-Erfolg innerhalb von sieben Monaten. \| \| 7. Dezember 2018 – 13. Dezember 2018 1 Woche \| 1 \| Mero \| Baller los Enes Meral, Josh Petruccio \| Genau wie in Deutschland steigt der Rapper mit seiner Debütsingle auf Platz eins der Singlecharts ein. \| \| 14. Dezember 2018 – 27. Dezember 2018 2 Wochen (insgesamt 4) \| 4 \| Ava Max \| Sweet but Psycho Ava Max, William Lobban Bean, Andreas Andersen Haukeland, Madison Love, Henry Walter \| – \| |                                          |                                                       | | |
| ← 2017 |                                          |                                                       | | → 2019 → |
| Zeitraum | Wo. ges.                                 | Interpret                                             | Titel Autor(en) | Zusätzliche Informationen |
| (Zeitraum, Wochen auf Platz eins, Interpret, Titel, Autor[en], zusätzliche Informationen) |                                          |                                                       | | |
| 5. Januar 2018 – 1. Februar 2018 4 Wochen (insgesamt 10) | 10                                       | Bausa                                                 | Was du Liebe nennst Julian Otto, Martin Peter Willumeit, Paul Philipp Spurny, David Kraft, Tim Wilke                                            | – |
| 2. Februar 2018 – 15. Februar 2018 2 Wochen | 2                                        | Eminem feat. Ed Sheeran                               | River Marshall Mathers, Ed Sheeran, Emile Haynie                                                                                                | Mit River folgt für Ed Sheeran nach seinen ersten beiden Nummer-eins-Hits Shape of You und Perfect aus dem Vorjahr der dritte Nummer-eins-Hit in Österreich. Für Eminem ist es der erste Nummer-eins-Hit seit Love the Way You Lie aus dem Jahr 2010 sowie der fünfte seiner Karriere. |
| 16. Februar 2018 – 22. Februar 2018 1 Woche | 1                                        | Luis Fonsi & Demi Lovato                              | Échame la culpa Luis Fonsi, Alejandro Rengifo, Mauricio Rengifo, Andrés Torres                                                                  | – |
| 23. Februar 2018 – 12. April 2018 7 Wochen | 7                                        | Rudimental feat. Jess Glynne, Macklemore & Dan Caplen | These Days Amir Amor, Kesi Dryden, Piers Aggett, Leon "DJ Locksmith" Rolle, Daniel Caplen, Jamie Scott, Julian Bunetta, John Ryan, Ben Haggerty | – |
| 13. April 2018 – 19. April 2018 1 Woche (insgesamt 2) | 2                                        | Marshmello & Anne-Marie                               | Friends Marshmello, Anne-Marie Nicholson, Eden Anderson, Richard Boardman, Jasmine Thompson, Natalie Dunn, Sarah Blanchard, Pablo Bowman        | – |
| 20. April 2018 – 26. April 2018 1 Woche | 1                                        | Katja Krasavice                                       | Dicke Lippen Boris Fleck, Robin Wick | – |
| 27. April 2018 – 3. Mai 2018 1 Woche (insgesamt 2) | 2                                        | Marshmello & Anne-Marie                               | Friends Marshmello, Anne-Marie, Eden Anderson, Richard Boardman, Jasmine Thompson, Natalie Dunn, Sarah Blanchard, Pablo Bowman                  | – |
| 4. Mai 2018 – 10. Mai 2018 1 Woche | 1                                        | RAF Camora                                            | Maserati Raphael Ragucci, David Kraft, Tim Wilke                                                                                                | – |
| 11. Mai 2018 – 24. Mai 2018 2 Wochen | 2                                        | Capital Bra feat. Ufo361                              | Neymar Vladislav Balovatsky, Ufuk Bayraktar, David Kraft, Tim Wilke                                                                             | – |
| 25. Mai 2018 – 31. Mai 2018 1 Woche | 1                                        | Cesár Sampson                                         | Nobody But You Joacim Persson, Sebastian Arman, Borislav Milanov, Johan Alkenäs, Cesár Sampson                                                  | Nach dem dritten Platz beim Eurovision Song Contest gelingt dem österreichischen Beitrag in der zweiten Chartwoche der Sprung an die Spitze. |
| 1. Juni 2018 – 7. Juni 2018 1 Woche (insgesamt 2) | 2                                        | Calvin Harris & Dua Lipa                              | One Kiss Adam Wiles, Dua Lipa, Jessie Reyez | – |
| 8. Juni 2018 – 14. Juni 2018 1 Woche | 1                                        | Capital Bra                                           | One Night Stand Vladislav Balovatsky, David Kraft, Tim Wilke                                                                                    | – |
| 15. Juni 2018 – 21. Juni 2018 1 Woche (insgesamt 2) | 2                                        | Calvin Harris & Dua Lipa                              | One Kiss Adam Wiles, Dua Lipa, Jessie Reyez | – |
| 22. Juni 2018 – 28. Juni 2018 1 Woche | 1                                        | Capital Bra                                           | Berlin lebt Vladislav Balovatsky, David Kraft, Tim Wilke                                                                                        | – |
| 29. Juni 2018 – 5. Juli 2018 1 Woche | 1                                        | Dennis Lloyd                                          | Nevermind Dennis Lloyd | – |
| 6. Juli 2018 – 19. Juli 2018 2 Wochen (insgesamt 3) | 3                                        | Clean Bandit feat. Demi Lovato                        | Solo Grace Chatto, Jack Patterson, Demi Lovato, Camille Purcell, Fred Gibson                                                                    | – |
| 20. Juli 2018 – 26. Juli 2018 1 Woche | 1                                        | Bushido feat. Samra & Capital Bra                     | Für euch alle Anis Mohamed Youssef Ferchichi, Samra, Vladislav Balovatsky, David Kraft, Tim Wilke                                               | – |
| 27. Juli 2018 – 2. August 2018 1 Woche (insgesamt 3) | 3                                        | Clean Bandit feat. Demi Lovato                        | Solo Grace Chatto, Jack Patterson, Demi Lovato, Camille Purcell, Fred Gibson                                                                    | – |
| 3. August 2018 – 16. August 2018 2 Wochen | 2                                        | El Profesor                                           | Bella Ciao (Hugel Remix) Fausto Amodei | Remix eines Songs aus der Fernsehserie Haus des Geldes. |
| 17. August 2018 – 23. August 2018 1 Woche | 1                                        | Capital Bra feat. Juju                                | Melodien Vladislav Balovatsky, Judith Wessendorf, David Kraft, Tim Wilke                                                                        | – |
| 24. August 2018 – 27. September 2018 5 Wochen (insgesamt 8) | 8                                        | Dynoro & Gigi D’Agostino                              | In My Mind Diego Leoni, Paolo Sandrini, Luigino Di Agostino, Carlos Montagner, Ivan Gough, Aden Forte, Joshua Soon, Georgina Kingsley           | – |
| 28. September 2018 – 4. Oktober 2018 1 Woche | 1                                        | Bonez MC & RAF Camora feat. Gzuz                      | Kokain John Lorenz Moser, Raphael Ragucci, Kristoffer Jonas Klauß, David Kraft, Tim Wilke                                                       | – |
| 5. Oktober 2018 – 18. Oktober 2018 2 Wochen (insgesamt 8) | 8                                        | Dynoro & Gigi D’Agostino                              | In My Mind Diego Leoni, Paolo Sandrini, Luigino Di Agostino, Carlos Montagner, Ivan Gough, Aden Forte, Joshua Soon, Georgina Kingsley           | – |
| 19. Oktober 2018 – 25. Oktober 2018 1 Woche | 1                                        | Bonez MC & RAF Camora                                 | Nummer unterdrückt John Lorenz Moser, Raphael Ragucci, David Kraft, Tim Wilke, Martin Peter Willumeit, Paul Philipp Spurny                      | Für RAF Camora ist es der dritte und für Bonez MC der zweite Nummer-eins-Hit in Österreich und steigt zusammen mit deren Kollaboalbum Palmen aus Plastik 2 auf der Spitzenposition ein. Zeitgleich können sich insgesamt 13 Tracks aus dem Album auf den 14 ersten Positionen der Charts platzieren, wodurch ein neuer Rekord aufgestellt wurde. Das Reglement der Ö3 Austria Top 40 wurde daraufhin geändert, demnach sollen nur noch die drei erfolgreichsten Lieder eines Albums für die Wertung berücksichtigt werden. |
| 26. Oktober 2018 – 1. November 2018 1 Woche (insgesamt 8) | 8                                        | Dynoro & Gigi D’Agostino                              | In My Mind Diego Leoni, Paolo Sandrini, Luigino Di Agostino, Carlos Montagner, Ivan Gough, Aden Forte, Joshua Soon, Georgina Kingsley           | – |
| 2. November 2018 – 29. November 2018 4 Wochen | 4                                        | Lady Gaga & Bradley Cooper                            | Shallow Lady Gaga, Andrew Wyatt, Anthony Rossomando, Mark Ronson                                                                                | Für Lady Gaga ist es der vierte Nummer-eins-Hit in Österreich sowie der erste seit Born This Way im Jahr 2011. Bradley Cooper erzielt hiermit seinen ersten Nummer-eins-Erfolg. |
| 30. November 2018 – 6. Dezember 2018 1 Woche | 1                                        | AriBeatz feat. RAF Camora & Sofiane                   | Perfekt Ariya Rahimianpour, Raphael Ragucci, Sofiane Zermani                                                                                    | RAF Camora erreicht mit Perfekt seinen vierten Nummer-eins-Erfolg innerhalb von sieben Monaten. |
| 7. Dezember 2018 – 13. Dezember 2018 1 Woche | 1                                        | Mero                                                  | Baller los Enes Meral, Josh Petruccio | Genau wie in Deutschland steigt der Rapper mit seiner Debütsingle auf Platz eins der Singlecharts ein. |
| 14. Dezember 2018 – 27. Dezember 2018 2 Wochen (insgesamt 4) | 4                                        | Ava Max                                               | Sweet but Psycho Ava Max, William Lobban Bean, Andreas Andersen Haukeland, Madison Love, Henry Walter                                           | – |

## Alben
| ← 2017 ← | Liste der Nummer-eins-Alben in Österreich | Liste der Nummer-eins-Alben in Österreich | Liste der Nummer-eins-Alben in Österreich                        | 2019 →                    |
| \| Zeitraum \| Wo. ges. \| Interpret \| Titel \| Zusätzliche Informationen \| \| (Zeitraum, Wochen auf Platz eins, Interpret, Titel, zusätzliche Informationen) \| \| \| \| \| \| ------------------------------------------------------------------------------ \| -------- \| ------------------------------------- \| ---------------------------------------------------------------- \| ------------------------- \| \| 5. Januar 2018 – 11. Januar 2018 1 Woche (insgesamt 5) \| 5 \| Ed Sheeran \| ÷ \| – \| \| 12. Januar 2018 – 18. Januar 2018 1 Woche \| 1 \| Die Grubertaler \| Die grössten Party Hits – Volume IX \| – \| \| 19. Januar 2018 – 8. Februar 2018 3 Wochen \| 3 \| Wiener Philharmoniker / Riccardo Muti \| Neujahrskonzert 2018 \| – \| \| 9. Februar 2018 – 15. Februar 2018 1 Woche \| 1 \| Die jungen Zillertaler \| PartyKracher – Die grössten Hits der JuZis \| – \| \| 16. Februar 2018 – 22. Februar 2018 1 Woche \| 1 \| Falco \| Falco Coming Home – The Tribute Donauinselfest 2017 \| – \| \| 23. Februar 2018 – 1. März 2018 1 Woche \| 1 \| Verschiedene Interpreten \| Fifty Shades Freed – The Final Chapter \| – \| \| 2. März 2018 – 8. März 2018 1 Woche (insgesamt 6) \| 6 \| Helene Fischer \| Helene Fischer \| – \| \| 9. März 2018 – 15. März 2018 1 Woche \| 1 \| Simone & Charly Brunner \| Wahre Liebe \| – \| \| 16. März 2018 – 22. März 2018 1 Woche \| 1 \| Olexesh \| Rolexesh \| – \| \| 23. März 2018 – 29. März 2018 1 Woche (insgesamt 2) \| 2 \| Fantasy \| Das Beste von Fantasy – Das große Jubiläumsalbum mit allen Hits! \| – \| \| 30. März 2018 – 5. April 2018 1 Woche \| 1 \| Frei.Wild \| Rivalen und Rebellen \| – \| \| 6. April 2018 – 12. April 2018 1 Woche (insgesamt 2) \| 2 \| Fantasy \| Das Beste von Fantasy – Das große Jubiläumsalbum mit allen Hits! \| – \| \| 13. April 2018 – 19. April 2018 1 Woche \| 1 \| Azet \| Fast Life \| – \| \| 20. April 2018 – 26. April 2018 1 Woche \| 1 \| Thirty Seconds to Mars \| America \| – \| \| 27. April 2018 – 3. Mai 2018 1 Woche \| 1 \| Ufo361 \| 808 \| – \| \| 4. Mai 2018 – 10. Mai 2018 1 Woche \| 1 \| Marc Pircher \| Laut und... \| – \| \| 11. Mai 2018 – 17. Mai 2018 1 Woche (insgesamt 6) \| 6 \| Helene Fischer \| Helene Fischer \| – \| \| 18. Mai 2018 – 24. Mai 2018 1 Woche \| 1 \| Die Edlseer \| 25 Jahre – Owa heit do gemma feiern \| – \| \| 25. Mai 2018 – 31. Mai 2018 1 Woche \| 1 \| Kontra K \| Erde & Knochen \| – \| \| 1. Juni 2018 – 7. Juni 2018 1 Woche \| 1 \| Five Finger Death Punch \| And Justice for None \| – \| \| 8. Juni 2018 – 14. Juni 2018 1 Woche \| 1 \| Shawn Mendes \| Shawn Mendes \| – \| \| 15. Juni 2018 – 5. Juli 2018 3 Wochen \| 3 \| Andreas Gabalier \| Vergiss mein nicht \| – \| \| 6. Juli 2018 – 19. Juli 2018 2 Wochen \| 2 \| Capital Bra \| Berlin lebt \| – \| \| 20. Juli 2018 – 26. Juli 2018 1 Woche \| 1 \| Die jungen Zillertaler \| Obercool im Haifischpool \| – \| \| 27. Juli 2018 – 2. August 2018 1 Woche \| 1 \| Die Amigos \| 110 Karat \| – \| \| 3. August 2018 – 23. August 2018 3 Wochen \| 3 \| (Soundtrack) \| Mamma Mia! Here We Go Again \| – \| \| 24. August 2018 – 30. August 2018 1 Woche \| 1 \| Kollegah & Farid Bang \| Platin war gestern \| – \| \| 31. August 2018 – 6. September 2018 1 Woche \| 1 \| Ufo361 \| VVS \| – \| \| 7. September 2018 – 13. September 2018 1 Woche \| 1 \| Andy Borg \| Jugendliebe – Unvergessene Schlager \| – \| \| 14. September 2018 – 27. September 2018 2 Wochen \| 2 \| Eminem \| Kamikaze \| – \| \| 28. September 2018 – 4. Oktober 2018 1 Woche \| 1 \| Die Draufgänger \| #Hektarparty \| – \| \| 5. Oktober 2018 – 11. Oktober 2018 1 Woche \| 1 \| Christina Stürmer \| Überall zu Hause \| – \| \| 12. Oktober 2018 – 18. Oktober 2018 1 Woche \| 1 \| Bushido \| Mythos \| – \| \| 19. Oktober 2018 – 1. November 2018 2 Wochen (insgesamt 3) \| 3 \| Bonez MC & RAF Camora \| Palmen aus Plastik 2 \| – \| \| 2. November 2018 – 8. November 2018 1 Woche \| 1 \| Conchita Wurst & Wiener Symphoniker \| From Vienna with Love \| – \| \| 9. November 2018 – 15. November 2018 1 Woche (insgesamt 3) \| 3 \| Bonez MC & RAF Camora \| Palmen aus Plastik 2 \| – \| \| 16. November 2018 – 22. November 2018 1 Woche \| 1 \| Ina Regen \| Klee \| – \| \| 23. November 2018 – 6. Dezember 2018 2 Wochen (insgesamt 3) \| 3 \| Herbert Grönemeyer \| Tumult \| – \| \| 7. Dezember 2018 – 13. Dezember 2018 1 Woche \| 1 \| Eros Ramazzotti \| Vita ce n’è \| – \| \| 14. Dezember 2018 – 20. Dezember 2018 1 Woche (insgesamt 3) \| 3 \| Herbert Grönemeyer \| Tumult \| – \| \| 21. Dezember 2018 – 27. Dezember 2018 1 Woche \| 1 \| Kollegah \| Monument \| – \| |                                           |                                           |                                                                  |                           |
| ← 2017 |                                           |                                           |                                                                  | → 2019 →                  |
| Zeitraum | Wo. ges.                                  | Interpret                                 | Titel                                                            | Zusätzliche Informationen |
| (Zeitraum, Wochen auf Platz eins, Interpret, Titel, zusätzliche Informationen) |                                           |                                           |                                                                  |                           |
| 5. Januar 2018 – 11. Januar 2018 1 Woche (insgesamt 5) | 5                                         | Ed Sheeran                                | ÷                                                                | –                         |
| 12. Januar 2018 – 18. Januar 2018 1 Woche | 1                                         | Die Grubertaler                           | Die grössten Party Hits – Volume IX                              | –                         |
| 19. Januar 2018 – 8. Februar 2018 3 Wochen | 3                                         | Wiener Philharmoniker / Riccardo Muti     | Neujahrskonzert 2018                                             | –                         |
| 9. Februar 2018 – 15. Februar 2018 1 Woche | 1                                         | Die jungen Zillertaler                    | PartyKracher – Die grössten Hits der JuZis                       | –                         |
| 16. Februar 2018 – 22. Februar 2018 1 Woche | 1                                         | Falco                                     | Falco Coming Home – The Tribute Donauinselfest 2017              | –                         |
| 23. Februar 2018 – 1. März 2018 1 Woche | 1                                         | Verschiedene Interpreten                  | Fifty Shades Freed – The Final Chapter                           | –                         |
| 2. März 2018 – 8. März 2018 1 Woche (insgesamt 6) | 6                                         | Helene Fischer                            | Helene Fischer                                                   | –                         |
| 9. März 2018 – 15. März 2018 1 Woche | 1                                         | Simone & Charly Brunner                   | Wahre Liebe                                                      | –                         |
| 16. März 2018 – 22. März 2018 1 Woche | 1                                         | Olexesh                                   | Rolexesh                                                         | –                         |
| 23. März 2018 – 29. März 2018 1 Woche (insgesamt 2) | 2                                         | Fantasy                                   | Das Beste von Fantasy – Das große Jubiläumsalbum mit allen Hits! | –                         |
| 30. März 2018 – 5. April 2018 1 Woche | 1                                         | Frei.Wild                                 | Rivalen und Rebellen                                             | –                         |
| 6. April 2018 – 12. April 2018 1 Woche (insgesamt 2) | 2                                         | Fantasy                                   | Das Beste von Fantasy – Das große Jubiläumsalbum mit allen Hits! | –                         |
| 13. April 2018 – 19. April 2018 1 Woche | 1                                         | Azet                                      | Fast Life                                                        | –                         |
| 20. April 2018 – 26. April 2018 1 Woche | 1                                         | Thirty Seconds to Mars                    | America                                                          | –                         |
| 27. April 2018 – 3. Mai 2018 1 Woche | 1                                         | Ufo361                                    | 808                                                              | –                         |
| 4. Mai 2018 – 10. Mai 2018 1 Woche | 1                                         | Marc Pircher                              | Laut und...                                                      | –                         |
| 11. Mai 2018 – 17. Mai 2018 1 Woche (insgesamt 6) | 6                                         | Helene Fischer                            | Helene Fischer                                                   | –                         |
| 18. Mai 2018 – 24. Mai 2018 1 Woche | 1                                         | Die Edlseer                               | 25 Jahre – Owa heit do gemma feiern                              | –                         |
| 25. Mai 2018 – 31. Mai 2018 1 Woche | 1                                         | Kontra K                                  | Erde & Knochen                                                   | –                         |
| 1. Juni 2018 – 7. Juni 2018 1 Woche | 1                                         | Five Finger Death Punch                   | And Justice for None                                             | –                         |
| 8. Juni 2018 – 14. Juni 2018 1 Woche | 1                                         | Shawn Mendes                              | Shawn Mendes                                                     | –                         |
| 15. Juni 2018 – 5. Juli 2018 3 Wochen | 3                                         | Andreas Gabalier                          | Vergiss mein nicht                                               | –                         |
| 6. Juli 2018 – 19. Juli 2018 2 Wochen | 2                                         | Capital Bra                               | Berlin lebt                                                      | –                         |
| 20. Juli 2018 – 26. Juli 2018 1 Woche | 1                                         | Die jungen Zillertaler                    | Obercool im Haifischpool                                         | –                         |
| 27. Juli 2018 – 2. August 2018 1 Woche | 1                                         | Die Amigos                                | 110 Karat                                                        | –                         |
| 3. August 2018 – 23. August 2018 3 Wochen | 3                                         | (Soundtrack)                              | Mamma Mia! Here We Go Again                                      | –                         |
| 24. August 2018 – 30. August 2018 1 Woche | 1                                         | Kollegah & Farid Bang                     | Platin war gestern                                               | –                         |
| 31. August 2018 – 6. September 2018 1 Woche | 1                                         | Ufo361                                    | VVS                                                              | –                         |
| 7. September 2018 – 13. September 2018 1 Woche | 1                                         | Andy Borg                                 | Jugendliebe – Unvergessene Schlager                              | –                         |
| 14. September 2018 – 27. September 2018 2 Wochen | 2                                         | Eminem                                    | Kamikaze                                                         | –                         |
| 28. September 2018 – 4. Oktober 2018 1 Woche | 1                                         | Die Draufgänger                           | #Hektarparty                                                     | –                         |
| 5. Oktober 2018 – 11. Oktober 2018 1 Woche | 1                                         | Christina Stürmer                         | Überall zu Hause                                                 | –                         |
| 12. Oktober 2018 – 18. Oktober 2018 1 Woche | 1                                         | Bushido                                   | Mythos                                                           | –                         |
| 19. Oktober 2018 – 1. November 2018 2 Wochen (insgesamt 3) | 3                                         | Bonez MC & RAF Camora                     | Palmen aus Plastik 2                                             | –                         |
| 2. November 2018 – 8. November 2018 1 Woche | 1                                         | Conchita Wurst & Wiener Symphoniker       | From Vienna with Love                                            | –                         |
| 9. November 2018 – 15. November 2018 1 Woche (insgesamt 3) | 3                                         | Bonez MC & RAF Camora                     | Palmen aus Plastik 2                                             | –                         |
| 16. November 2018 – 22. November 2018 1 Woche | 1                                         | Ina Regen                                 | Klee                                                             | –                         |
| 23. November 2018 – 6. Dezember 2018 2 Wochen (insgesamt 3) | 3                                         | Herbert Grönemeyer                        | Tumult                                                           | –                         |
| 7. Dezember 2018 – 13. Dezember 2018 1 Woche | 1                                         | Eros Ramazzotti                           | Vita ce n’è                                                      | –                         |
| 14. Dezember 2018 – 20. Dezember 2018 1 Woche (insgesamt 3) | 3                                         | Herbert Grönemeyer                        | Tumult                                                           | –                         |
| 21. Dezember 2018 – 27. Dezember 2018 1 Woche | 1                                         | Kollegah                                  | Monument                                                         | –                         |

## Jahreshitparaden
| ← 2017 ← | Liste der Nummer-eins-Hits in Österreich | Liste der Nummer-eins-Hits in Österreich                   | Liste der Nummer-eins-Hits in Österreich | 2019 →   |
| \| Singles \| Position# \| Alben \| \| ----------------------------------------------------------------------------------------------------------------------------------------------------------------------------------------------------- \| --------- \| ---------------------------------------------------------- \| \| In My Mind Dynoro & Gigi D’Agostino Diego Leoni, Luigino Di Agostino, Ivan Gough, Aden Forte, Joshua Soon, Georgina Kingsley, Paolo Sandrini, Carlo Montagner \| 1 \| Vergiss mein nicht Andreas Gabalier \| \| Nevermind Dennis Lloyd \| 2 \| Helene Fischer \| \| Bella Ciao (Hugel Remix) El Profesor Fausto Amodei \| 3 \| ÷ Ed Sheeran \| \| Solo Clean Bandit feat. Demi Lovato Grace Chatto, Jack Patterson, Demetria Lovato, Camille Purcell, Frederick Gibson \| 4 \| Unerhört solide Pizzera & Jaus \| \| These Days Rudimental feat. Jess Glynne, Macklemore & Dan Caplen Amir Amor, Kesi Dryden, Piers Aggett, Leon "DJ Locksmith" Rolle, Daniel Caplen, Jamie Scott, Julian Bunetta, John Ryan, Ben Haggerty \| 5 \| Palmen aus Plastik 2 Bonez MC & RAF Camora \| \| 500 PS Bonez MC & RAF Camora Raphael Ragucci, John Moser, David Kraft, Tim Wilke \| 6 \| Mamma Mia! Here We Go Again (Soundtrack) \| \| Friends Marshmello & Anne-Marie Christopher Comstock, Anne-Marie Nicholson, Eden Anderson, Richard Boardman, Jasmine Thompson, Natalie Dunn, Sarah Blanchard, Pablo Bowman \| 7 \| Neujahrskonzert 2018 Wiener Philharmoniker / Riccardo Muti \| \| One Kiss Calvin Harris & Dua Lipa Adam Wiles, Dua Lipa, Jessie Reyez \| 8 \| Niente Wanda \| \| Rise Jonas Blue feat. Jack & Jack Edward Drewett, Guy Robin, Samuel Roman \| 9 \| Berlin lebt Capital Bra \| \| Neymar Capital Bra feat. Ufo361 Vladislav Balovatsky, Ufuk Bayraktar, Young Taylor, David Kraft, Tim Wilke \| 10 \| A Star Is Born Lady Gaga & Bradley Cooper \| |                                          |                                                            |                                          |          |
| ← 2017 |                                          |                                                            |                                          | → 2019 → |
| Singles | Position#                                | Alben                                                      |                                          |          |
| In My Mind Dynoro & Gigi D’Agostino Diego Leoni, Luigino Di Agostino, Ivan Gough, Aden Forte, Joshua Soon, Georgina Kingsley, Paolo Sandrini, Carlo Montagner | 1                                        | Vergiss mein nicht Andreas Gabalier                        |                                          |          |
| Nevermind Dennis Lloyd | 2                                        | Helene Fischer                                             |                                          |          |
| Bella Ciao (Hugel Remix) El Profesor Fausto Amodei | 3                                        | ÷ Ed Sheeran                                               |                                          |          |
| Solo Clean Bandit feat. Demi Lovato Grace Chatto, Jack Patterson, Demetria Lovato, Camille Purcell, Frederick Gibson | 4                                        | Unerhört solide Pizzera & Jaus                             |                                          |          |
| These Days Rudimental feat. Jess Glynne, Macklemore & Dan Caplen Amir Amor, Kesi Dryden, Piers Aggett, Leon "DJ Locksmith" Rolle, Daniel Caplen, Jamie Scott, Julian Bunetta, John Ryan, Ben Haggerty | 5                                        | Palmen aus Plastik 2 Bonez MC & RAF Camora                 |                                          |          |
| 500 PS Bonez MC & RAF Camora Raphael Ragucci, John Moser, David Kraft, Tim Wilke | 6                                        | Mamma Mia! Here We Go Again (Soundtrack)                   |                                          |          |
| Friends Marshmello & Anne-Marie Christopher Comstock, Anne-Marie Nicholson, Eden Anderson, Richard Boardman, Jasmine Thompson, Natalie Dunn, Sarah Blanchard, Pablo Bowman | 7                                        | Neujahrskonzert 2018 Wiener Philharmoniker / Riccardo Muti |                                          |          |
| One Kiss Calvin Harris & Dua Lipa Adam Wiles, Dua Lipa, Jessie Reyez | 8                                        | Niente Wanda                                               |                                          |          |
| Rise Jonas Blue feat. Jack & Jack Edward Drewett, Guy Robin, Samuel Roman | 9                                        | Berlin lebt Capital Bra                                    |                                          |          |
| Neymar Capital Bra feat. Ufo361 Vladislav Balovatsky, Ufuk Bayraktar, Young Taylor, David Kraft, Tim Wilke | 10                                       | A Star Is Born Lady Gaga & Bradley Cooper                  |                                          |          |